# Prigionieri della palude
Prigionieri della palude (Lure of the Wilderness) è un film del 1952 diretto da Jean Negulesco.
È un film d'avventura statunitense con Jean Peters, Jeffrey Hunter, Constance Smith e Walter Brennan. È basato sul romanzo del 1941 Swamp Water di Vereen Bell. È un remake di La palude della morte del 1941 ed è ambientato nel 1910 a Fargo, in Georgia, nei pressi di una pericolosa palude.

## Produzione
Il film, diretto da Jean Negulesco su una sceneggiatura di Louis Lantz e un soggetto di Vereen Bell, fu prodotto da Robert L. Jacks per la Twentieth Century Fox e girato in Georgia e in Florida (nell'Okefenokee Swamp Park), da fine ottobre 1951 a febbraio 1952. I titoli di lavorazione furono Cry of the Swamp e Swamp Girl.

## Distribuzione
Il film fu distribuito con il titolo Lure of the Wilderness negli Stati Uniti nel settembre 1952 (première a Waycross il 16 Jul 1952) al cinema dalla Twentieth Century Fox.
Altre distribuzioni:
- in Svezia il 10 novembre 1952 (På farlig mark)
- in Germania Ovest il 22 dicembre 1952 (Lockruf der Wildnis)
- in Austria nell'aprile del 1953 (Lockruf der Wildnis)
- in Finlandia il 3 aprile 1953 (Suursuon vangit)
- in Portogallo il 23 aprile 1953 (O Feitiço do Pântano)
- in Spagna l'11 maggio 1953 (Un grito en el pantano)
- in Danimarca l'8 giugno 1953
- in Francia il 15 gennaio 1954 (Prisonniers du marais)
- in Turchia nel gennaio del 1955 (Korkunç Iftira)
- in Belgio (Het wilde meisje)
- in Belgio (La fille farouche)
- in Brasile (Um Grito no Pântano)
- in Cile (Un llanto en el pantano)
- in Grecia (O valtos tis idonis)
- in Italia (Prigionieri della palude)

## Critica
Secondo il Morandini il film è un rifacimento inferiore di La palude della morte.

## Promozione
La tagline è: LURE OF LOVE IN THE DEVIL'S OWN DOMAIN! -- The Treacherous Swampland of Georgia!.